# Südwestrundfunk
A Südwestrundfunk (rövidítése: SWR, magyarul: Délnyugati Rádió és Televízió) Baden-Württemberg és Rajna-vidék-Pfalz tartományok regionális közszolgálati médiuma, amely az ARD szövetség tagja.

## Történelme

### Út az egyesüléshez
A Südwestrundfunk 1998-ban jött létre, amikor is 1998. augusztus 30.-án a két regionális közmédiumot az SDR-t (Süddeutscher Rundfunk) és az SWF-et (Südwestfunk) egyesítették. Ezzel felszámolták azt a különös helyzetet, hogy Baden Württemberg volt az egyetlen olyan német tartomány, melynek két regionális közszolgálati médiuma volt. A különös helyzet oka, hogy az SWF 1946-ban, az SDR 1949-ben jött létre: a mai Baden-Württemberg területének déli és délnyugati részén levő Baden és Württemberg-Hohenzollern illetve Rajna-vidék-Pfalz a francia megszállási övezet része lett, míg az északi részen levő Württemberg-Baden az amerikai megszállási övezet része lett. 1952-ben a népszavazás eredményének értelmében megszüntették Baden, Württemberg-Hohenzollern és Württemberg-Baden tartományokat és őket egyesítve létrehozták Baden-Württemberg tartományot. Ezt a változást azonban nem követte a két műsorszóró.
1968-tól mind a két műsorszóró rádiós műsora fogható volt a tartományon belül, így komoly konkurencia harc kezdődött el, ez különösen a két társaság popzenei műsort kínáló SWF3 és az SDR3 rádió hallgatóiért és beszállítóiért.
Már az 1970-es évektől kidolgoztak javaslatokat a két műsorszóró egyesülésére a helyzet tarthatatlan állapota miatt. Két elképzelés volt, az egyik szerint összevonták volna az SWF, SDR és a Saar-vidéki közszolgálati médiumot az SR-t és a Norddeutscher Rundfunk mintájára egy három tartományt lefedő közszolgálati médiumot hoztak volna létre. A másik elképzelés szerint megszüntették volna az SWF-et és az SDR-t kiterjesztették volna Baden-Württemberg tartomány teljes területére, az SR-t pedig Rajna-vidék-Pfalz tartományra. Mindkét elképzelés megosztó volt, az ellenzők szerint a három tartományi médium túl nagynak, a csak Rajna-vidék-Pfalz és Saar-vidék területén sugárzó médiumot túl kicsinek tartották.
1988-ban Lottar Späh Baden-Württemberg tartományi miniszterelnöke beterjesztett egy kezdeményezést az SWF és SDR fuzionálásra Saar-vidék részvétele nélkül. A fuzionálás első látványos lépése volt, hogy 1991-ben a két műsorszóró S2 Kultur néven közös kulturális rádió csatornát hozott létre illetve az S4 Baden-Württemberg néven elindított rádió csatorna, amely csak Baden-Württemberg területén sugárzott. 1997-ben elindították közös fiataloknak szóló digitálisan fogható rádiós műsorokat a DASDING-et.
Az 1996-os Baden-Württemberg és Rajna-vidék Pfalzban megtartott tartományi parlmaneti választásokon megválasztott új miniszterelnökök és a két médium intendánsa kidolgozott egy újabb javaslatot a fuzionálásra. Ennek következtében 1997-ben állami szerződést (Staatsvertrag) kötöttek a Südwestrudfunk létrehozására. Az egyesülést számos kritika érte, hiszen az új médium központja Baden-Badenben az SWF egykori központja lett, az új médium vezetősége a volt SWF vezetőiből állt az új médium az SWF egykori rádiósműsorait vette át.

### Egyesülés óta
Az SWR az egyesülés óta az ARD és egyben Németország második legnagyobb regionális közszolgálati médiuma a WDR után.

## Műsorkínálata

### Rádió
| Rádió csatorna | Tematikája                                                                                    | Logó |
| -------------- | --------------------------------------------------------------------------------------------- | ---- |
| SWR1           | 1960-1990 közötti pop és rockzenék, európai és német popzene a 30-55 év közötti korosztálynak |      |
| SWR2           | Kulturális műsorok, beszélgetések, klasszikus zene és jazz                                    |      |
| SWR3           | Mai slágerek a 14-39 év közötti korosztálynak                                                 |      |
| SWR4           | Regionális műsorok, örökzöld és új német dalok                                                |      |
| Dasding        | Ifjúsági műsorok                                                                              |      |
| SWR Aktuell    | Hírműsorok, politikai és közéleti háttérműsorok                                               |      |

### Televízió
| Televíziós csatorna | Tematikája                                          | Logó |
| ------------------- | --------------------------------------------------- | ---- |
| Das Erste           | Országos, általános tematikájú csatorna             |      |
| SWR Fernsehen       | Az SWR regionális adásokat sugárzó csatornája       |      |
| Phoenix             | Politikai, háttér és közéleti műsorok               |      |
| KiKA                | ARD és ZDF közös gyermekcsatornája                  |      |
| arte                | Német-francia kulturális csatorna                   |      |
| 3sat                | ARD, ZDF, ORF és az SRG közös kulturális csatornája |      |